# Kastanás
Kastanás är en ort i Grekland.   Den ligger i prefekturen Nomós Thessaloníkis och regionen Mellersta Makedonien, i den norra delen av landet, 300 km norr om huvudstaden Aten. Kastanás ligger 39 meter över havet och antalet invånare är 596.
Terrängen runt Kastanás är huvudsakligen platt, men österut är den kuperad. Runt Kastanás är det ganska tätbefolkat, med 86 invånare per kvadratkilometer. Närmaste större samhälle är Koufália, 8,6 km sydväst om Kastanás. Trakten runt Kastanás består till största delen av jordbruksmark.